# Carbonet (dibuix)

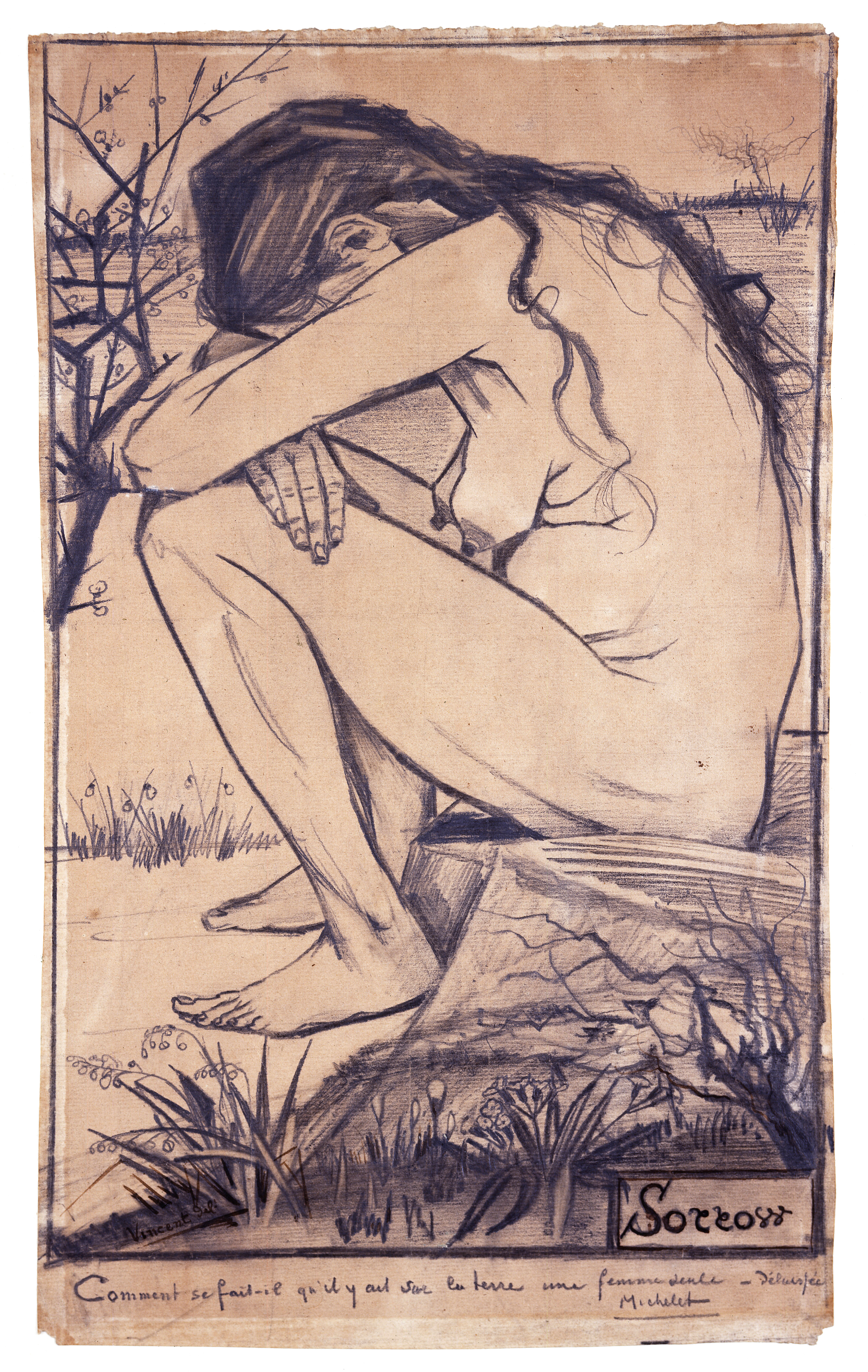
Dibuix al carbonet de Vincent Van Gogh.

El carbonet és una tècnica de dibuixar que potser és la més antiga, perquè ja en la prehistòria s'havien fet dibuixos amb branquillons carbonitzats de diverses plantes, com les de salze, romaní o avellaner o amb qualsevol altra fusta lleugera i porosa. Es fa servir molt la fusta del boneter europeu (Euonymus europaeus L).
El carbonet és carbó vegetal. Quan es fa servir per dibuixar es presenta, actualment, en forma de barra. Es diferencia tant del llapis com del grafit pel fet de donar un pigment no gras, més brut i més difícil de retenir en el paper encara que més fàcil de difuminar i d'esborrar; és per això que es fa servir en l'estudi de llums i ombres, del nu i de la composició i encaixat.
El carbonet encara és el principal mitjà d'estudi i aprenentatge en les escoles de Belles Arts i es fa servir també en els esbossos dels quadres.
El carbonet, malgrat ésser l'estri més inestable per dibuixar, permet cobrir ràpidament grans zones. S'ha d'utilitzar sobre papers de gran format, principalment de gra mitjà i sobre tot porós, com per exemple el paper tipus Ingres. Com que és difícil que la pols de la barra de carbó s'integri a la superfície del paper, s'ha de difuminar (amb una barra de paper enrotllada i esmolada) i finalment aplicar-hi el fixador.

## Història

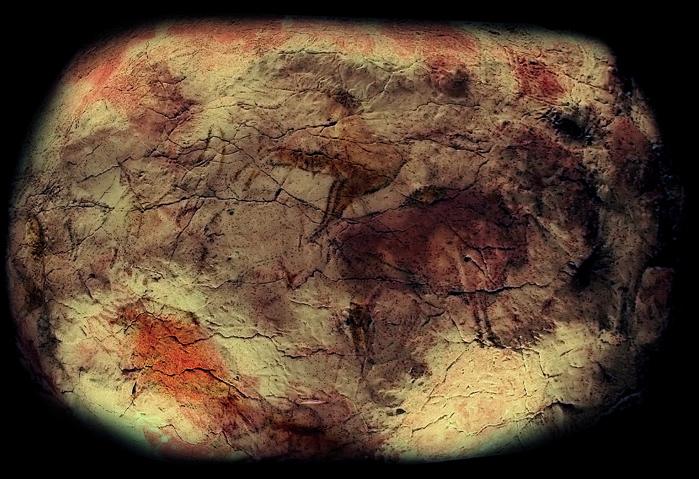
Els dibuixos com els de la Cova d'Altamira estan fets amb carbonet

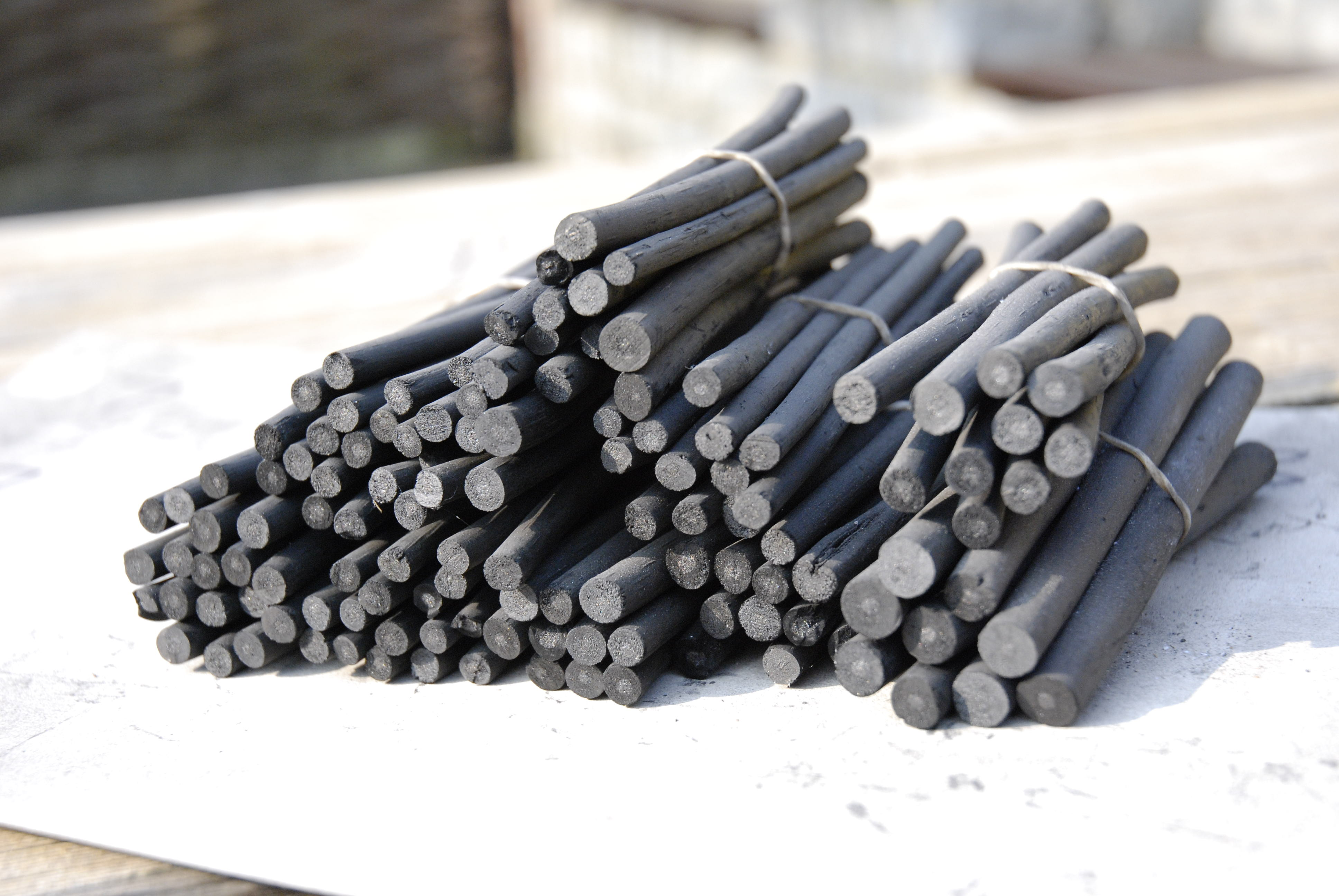
Barres de carbonet natural (de salze)

Al segle xvi, quan es va descobrir el fixador, el carbonet sobre el paper blanc o blau va ser utilitzat pels pintors venecians Ticià i Tintoretto, mentre que Guercino feia servir el carbonet moll amb oli de llinosa, amb el qual obrtenia un color negre més intens i estable.
També altres artistes del Renaixament utilitzaren la tècnica del carbonet, com Leonardo da Vinci, Verrocchio, Dürer, Pontormo. Poques d'aquestes obres es conserven, entre les quals algunes de Carrache, Baroche, Reni o Dominiquin.
En el classicisme la usaren, entre d'altres, Prud'hon i en el romanticisme Delacroix, Goya.
Els postimpressionistes en feren un ús més profund, com Degas, Redon i sobretot Seurat.
Auguste Allongé va ser igualment un mestre del carbonet i l'any 1875 en publicà un tractat Le Fusain que es traduí en moltes llengües.